# Molise (Italie)
Pour les articles homonymes, voir Molise (homonymie).
Molise est une commune italienne de la province de Campobasso dans la région Molise en Italie.

## Administration
| Période                                  | Période | Identité | Étiquette | Qualité |
| ---------------------------------------- | ------- | -------- | --------- | ------- |
|                                          |         |          |           |         |
| Les données manquantes sont à compléter. |         |          |           |         |

### Communes limitrophes
Duronia, Frosolone, Torella del Sannio